# فولک راک
فولک راک یا راک بومی یا راک مردمی (به انگلیسی Folk rock)، ترکیبی از سبک‌های راک و فولک است که در اواسط دهه ۶۰ و در ایالات متحده و بریتانیا ایجاد شد. از پیشگامان این سبک گروه موسیقی بایرد و باب دیلن هستند.
در دهه ۶۰ میلادی جنبش احیای موسیقی فولک به یک جنبش بزرگ در آمریکا شمالی تبدیل شد. این جنبش با بازخوانی موسیقی های سنتی و ترانه های جدید در سبک سنتی که بیشتر بر روی سازهای آکوستیک نواخته می شدند، همراه بود. در آمریکا این سبک توسط چهره های مانند وودی گاتری و پیت سیگر که بیشتر به سبک پراگرسیو فولک یا و سروده های که برای قشر کارگری جذاب بود می‌خواندند، آغاز شد. در نیمه آغازین دهه شصت چهره های مانند جوآن بائز و باب دیلن وارد موسیقی فولک شدند. باب دیلن با ترانه های  دمیدن در باد (۱۹۶۳) و «اربابان جنگ» (۱۹۶۳) محبوبیت زیادی به دست آورد و توانست ترانه های اعتراضی وارد موسیقی همه پسند کند، اگرچه در آغاز موسیقی راک و فولکلور بر یکدیگر تأثیر داشتند اما با مخاطبان متفاوتی رو به رو بودند.
اما در ایران قبل از انقلاب کورش یغمایی مشهورترین چهره در این سبک بوده که آثار زیادی از این هنرمند به جا مانده که یکی از مشهورترین آنها گل یخ است.
بعد از انقلاب مشهور ترین موزیسینی که  سبک فولک راک را با زبان ترکی اجرا کرد حسن عبدالعظیم زاده می‌باشد که با گروه دومان از سال ۱۳۷۹ این سبک را اجرا می‌کند.
برنی سندرز نامزد دمکرات ریاست جمهوری آمریکا مارس سال ۲۰۲۰ در مصاحبه با نیویورک تایمز فاش کرد که یکی از هواداران موسیقی فولک راک دهه‌های ۶۰ و ۷۰ میلادی است.